# Gerhard Händler (Fußballspieler)
Gerhard Händler (* 1926; † nach 1966) war ein deutscher Fußballspieler, der in den 1950er Jahren in der Fußball-Oberliga des Deutschen Sportausschusses der DDR für Chemie Leipzig, Vorwärts Leipzig und Vorwärts Berlin spielte. Mit Vorwärts Berlin wurde er 1954 DDR-Pokalsieger.

## Sportliche Laufbahn
Händler bestritt für die BSG Chemie Leipzig sein erstes Oberligaspiel am vierten Spieltag der Saison 1952/53. Im Heimspiel gegen die BSG Motor Oberschöneweide wurde er als rechter Außenstürmer eingesetzt und erzielte mit seinem Tor zum 4:1-Sieg auch sein erstes Oberligator. Bis zur Winterpause bestritt er weitere zehn Punktspiele, in denen er, weiterhin als Stürmer spielend, sein Torekonto auf vier Treffer erhöhte. Im Dezember 1952 ließ sich Händler zusammen mit sechs weiteren Chemie-Spielern vom Lokalrivalen und Oberligakonkurrenten KVP Vorwärts Leipzig abwerben. Gleichzeitig wurde er Angehöriger der Deutschen Volkspolizei.
Er wurde sofort vom ersten Punktspiel der Oberliga-Rückrunde an eingesetzt und bestritt bis zum Saisonende insgesamt 14 Punktspiele, in denen er, auf verschiedenen Angriffspositionen aufgeboten, mit acht Treffern auch in der neuen Mannschaft seine Torgefährlichkeit ausspielte. Acht Spieltage vor Saisonschluss war Vorwärts Leipzig nach Ost-Berlin umgesiedelt worden und stand am Ende der Spielzeit als Absteiger fest. 1953/54 in der zweitklassigen DDR-Liga spielend, wurde Händler zum Verteidiger umgeschult. Er bestritt alle 26 Punktspiele und wurde in der Regel auf der rechten Abwehrseite eingesetzt. Auch auf seiner neuen Position gelangen ihm drei Punktspieltore. Nach einem Jahr der Zweitklassigkeit gelang Vorwärts Berlin die sofortige Rückkehr in die Oberliga und krönte diesen Erfolg zusätzlich mit dem Gewinn des DDR-Fußballpokals. Beim 2:1-Sieg über Motor Zwickau spielte Händler wie gewohnt als rechter Verteidiger.
Zurück in der Oberliga wurde Händler 1954/55 wieder von Beginn an eingesetzt und spielte weiter auf seiner angestammten Position. Mit einigen Ausfällen kam er bis zur Winterpause auf neun Oberligaeinsätze, blieb aber ohne Torerfolg. In der Rückrunde erschien er nicht mehr im Aufgebot der Oberligamannschaft von Vorwärts Berlin. Er tauchte danach auch nicht mehr im höherklassigen Fußball der DDR auf.
Händler war ab November 1960 als Technischer Leiter der Fußballsektion des Armeesportklubs Vorwärts (ASK Vorwärts) tätig (Nachfolger von Rudolf Mitzschke). Ab 1966 war er Geschäftsführer des 1. FC Union Berlin.